# Ancora insieme (film 1944)
Ancora insieme (Together Again) è un film del 1944 diretto da Charles Vidor.

## Trama
La giovane signora Grandhall, sindaco di un paesino e vedova, vive con la figliastra e il suocero. Durante un temporale, un fulmine colpisce la statua del vecchio sindaco, ovvero il marito morto. Per rimediare al danno subito dal monumento, la vedova si reca a New York, alla ricerca di uno scultore che possa rifargli la testa. Lo scultore scelto si innamora della donna e, per conquistarla, si mette di buzzo buono a corteggiarla, trovando appoggio anche nei parenti della donna.